# Marmosops noctivagus
Marmosops noctivagus är en pungdjursart som först beskrevs av Johann Jakob von Tschudi 1844. Marmosops noctivagus ingår i släktet Marmosops och familjen pungråttor. IUCN kategoriserar arten globalt som livskraftig. Inga underarter finns listade.
Arten blir med svans 26,5 till 28 cm lång, svanslängden är 15 till 17 cm och vikten ligger mellan 35 och 40 g. Marmosops noctivagus har ungefär 1,7 cm långa bakfötter och cirka 2,2 cm stora öron. Den gråbruna päls som täcker ovansidan blir mer ljusbrun på huvudet och på bålens sidor. På hakan, bröstet och buken förekommer krämfärgad päls. Kring ögonen finns svarta fläckar som liknar en ansiktsmask. Det saknas hår på svansen.
Pungdjuret förekommer i nordvästra Brasilien, norra Bolivia, Ecuador och Peru. Arten vistas där i regnskogar. Ibland uppsöker den jordbruksmark. Den är aktiv på natten och livnär sig av frukter och insekter.